# Joachim Hagenauer
Joachim Hagenauer (* 29. Juli 1941 in Fürth) ist ein deutscher Ingenieur, der sich mit Nachrichtentechnik befasst. Er ist ehemaliger Ordinarius für Nachrichtentechnik an der Fakultät für Elektrotechnik und Informationstechnik der TU München.
Hagenauer ging in Fürth auf das Gymnasium, erwarb seinen Fachhochschulabschluss als Ingenieur 1963 an der Georg-Simon-Ohm-Hochschule in Nürnberg und seinen Diplomingenieur in Elektrotechnik 1968 an der TU Darmstadt, an der er 1974 promoviert wurde (Fehler beim Abtasten und Wiederherstellen bandbegrenzter Signale). Als Post-Doktorand war er 1975/76 am Thomas J. Watson Research Center von IBM, wo er an fehlerkorrigierenden Codes für Magnetspeicherung arbeitete. Ab 1977 war er an der DLR in Oberpfaffenhofen. Ab 1990 war er dort Direktor des Instituts für Kommunikationstechnik und außerdem Professor an der TU München, an der er ab 1993 ordentlicher Professor war und Direktor des Instituts für Nachrichtentechnik. 2006 emeritierte er.
Er war einer der Entwickler der soft bit Technik (soft in/soft out principle), die den Informationsverlust bei der Erzwingung harter Entscheidungen im Dekodierungsprozess vermied und zur Entwicklung der  Turbo-Codes beitrug und Grundlage der Entwicklung schneller VLSI-Decoder (im Bereich von Gigabits pro Sekunde) war. Darauf basierende Techniken fanden Anwendung zum Beispiel bei digitalem Radio, Mobiltelefonen und Satellitenkommunikation.
1986/87 war er an den Bell Laboratories als Otto Lilienthal Fellow.
2001 war er Präsident der IEEE Information Theory Society.
1996 erhielt er den E. H. Armstrong Award der IEEE Communications Society, 2004 die Heinz-Maier-Leibnitz-Medaille und er erhielt den Erich Regener Preis und den Otto Lilienthal Preis. 2003 erhielt er den IEEE Alexander Graham Bell Award. Er ist Mitglied der Bayerischen Akademie der Wissenschaften (2002) und Fellow des IEEE (1992). 2006 wurde er Ehrendoktor der Universität Erlangen-Nürnberg und erhielt im selben Jahr den Ehrenring des VDE. 2014 erhielt er den Wissenschaftspreis der Informations- und Kommunikationstechnik der ITG des VDE. Weiterhin ist Hagenauer Mitglied der Deutschen Akademie der Technikwissenschaften (Acatech).

## Schriften
- Source-controlled channel decoding, IEEE Transactions Communic., Band 43, 1995, S. 2449–2457
- Vom Analogwert zum Bit und zurück, Frequenz, Band 51, 1997, S. 211–227
- Soft In/Soft Out: the benefits of using soft decisions in all stages of digital receivers, Proc. 3. Int. Workshop on DSP Techniques applied to Space Communications, ESTEC Nordwijk, September 1992
- The turbo principle – tutorial introduction and state of the art, Proc. Int. Symp. Turbo Codes and related Topics, Brest, September 1997, S. 1–11
- mit E. Offer, L. Papke: Iterative decoding of binary block and convolution codes, IEEE Transactions Information Theory, Band 42, 1996, S. 429–455
- mit Peter Hoeher A Viterbi algorithm with soft-decision outputs and its applications, Proc. IEEE GLOBECOM, Dallas, TX, November 1989, S. 47.11-47.17